# William Ferguson Slemons

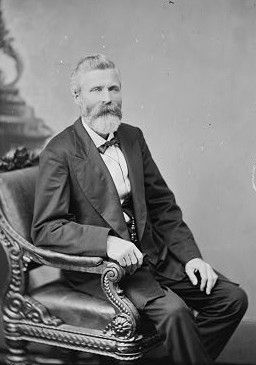
William Ferguson Slemons

William Ferguson Slemons (* 15. März 1830 in Dresden,  Tennessee; † 10. Dezember 1918 in Monticello, Arkansas) war ein US-amerikanischer Politiker. Zwischen 1875 und 1881 vertrat er den zweiten Wahlbezirk des Bundesstaates Arkansas im US-Repräsentantenhaus.

## Werdegang
William Slemons besuchte das Bethel College und zog im Jahr 1852 nach Arkansas. Nach einem Jurastudium und seiner 1855 erfolgten Zulassung als Rechtsanwalt begann er in Monticello in seinem neuen Beruf zu arbeiten. Politisch schloss er sich der Demokratischen Partei an. Im Jahr 1861 war er Delegierter auf der Versammlung, auf der der Austritt des Staates Arkansas aus den Vereinigten Staaten beschlossen wurde. Während des nun folgenden Bürgerkrieges war Slemons Offizier in der Armee der Konföderierten Staaten. Bis Kriegsende hatte er es bis zum Colonel gebracht.
Nach dem Ende des Krieges arbeitete Slemons wieder als Jurist. Zwischen 1866 und 1868 war er Bezirksstaatsanwalt. Bei den Kongresswahlen des Jahres 1874 wurde er im zweiten Distrikt von Arkansas in das US-Repräsentantenhaus in Washington, D.C. gewählt, wo er am 4. März 1875 die Nachfolge des Republikaners Oliver P. Snyder antrat. Nach zwei Wiederwahlen konnte Slemons sein Mandat im Kongress bis zum 3. März 1881 ausüben. Im Jahr 1880 verzichtete er auf eine weitere Kandidatur. Nach dem Ende seiner Zeit im Kongress arbeitete Slemons wieder als Anwalt in Monticello. Zwischen 1903 und 1907 war er Bezirks- und Nachlassrichter im Drew County. Zwischen 1908 und 1818 fungierte er als Friedensrichter.